# Momentos invariantes de uma imagem
Os momentos invariantes de uma imagem fazem parte do que se denomina processamento digital de imagem. Eles permitem o cálculo da área de um objeto (conjunto de pixels), centroide de um objeto ou também permite identificar um determinado objeto mesmo que tenha sofrido mudança de tamanho ou mesmo que seja rotacionado. Esta teoria é muito utilizada em reconhecimento de padrões. Geralmente utiliza-se algum tipo de software que extrai os referidos momentos de uma imagem binarizada.

## Momentos Invariantes de uma Imagem
Para funções contínuas (em duas dimensões), digamos {\displaystyle f(x,y)}, o momento de ordem {\displaystyle (p+q)} pode ser definido matematicamente por:
{\displaystyle M_{pq}=\int \limits _{-\infty }^{\infty }\int \limits _{-\infty }^{\infty }x^{p}y^{q}f(x,y)\,dx\,dy}
No caso 3D, tem-se:
{\displaystyle M_{pqr}=\int \limits _{-\infty }^{\infty }\int \limits _{-\infty }^{\infty }\int \limits _{-\infty }^{\infty }x^{p}y^{q}z^{r}f(x,y,z)\,dx\,dy\,dz}
Como geralmente o momento é calculado com a ajuda de softwares e com base em imagens formadas por pixel, a fórmula anterior fica com o seguinte formato (somatório ao invés de uma integral):
{\displaystyle M_{pq}=\sum _{x}^{nx}\sum _{y}^{ny}x^{p}y^{q}f(x,y)}
- {\displaystyle p} = 0,1,2,...
- {\displaystyle q} = 0,1,2,...
- {\displaystyle nx} = largura da imagem
- {\displaystyle ny} = altura da imagem

{\displaystyle M_{pq}} é o momento de ordem {\displaystyle (p+q)} da função intensidade {\displaystyle f(x,y)}. No caso de uma imagem binária que admite apenas dois valores (0 ou 1), tem-se que {\displaystyle f(x,y)=0} ou {\displaystyle f(x,y)=1}. 

## Aplicações Práticas em Processamento Digital de Imagens
A área de um determinado objeto de uma imagem binária, por exemplo, pode ser obtida pelo momento {\displaystyle M_{00}} ou também as coordenadas cartesianas do centroide, que serão mostradas a seguir.

## Momentos Centrais
Os Momentos centrais são definidos como:
{\displaystyle \mu _{pq}=\int \limits _{-\infty }^{\infty }\int \limits _{-\infty }^{\infty }(x-{\bar {x}})^{p}(y-{\bar {y}})^{q}f(x,y)\,dx\,dy}

em que {\displaystyle {\bar {x}}={\frac {M_{10}}{M_{00}}}} e {\displaystyle {\bar {y}}={\frac {M_{01}}{M_{00}}}} são componentes do centroide.
Se {\displaystyle f(x,y)} é a intensidade de uma imagem digital, então:
{\displaystyle \mu _{pq}=\sum _{1}^{nx}\sum _{1}^{ny}(x-{\bar {x}})^{p}(y-{\bar {y}})^{q}f(x,y)}
Os momentos centrais até ordem 3 (três) são:
{\displaystyle \mu _{00}=M_{00}}
{\displaystyle \mu _{01}=0}
{\displaystyle \mu _{10}=0}
{\displaystyle \mu _{11}=M_{11}-{\bar {x}}M_{01}=M_{11}-{\bar {y}}M_{10}}
{\displaystyle \mu _{20}=M_{20}-{\bar {x}}M_{10}}
{\displaystyle \mu _{02}=M_{02}-{\bar {y}}M_{01}}
{\displaystyle \mu _{21}=M_{21}-2{\bar {x}}M_{11}-{\bar {y}}M_{20}+2{\bar {x}}^{2}M_{01}}
{\displaystyle \mu _{12}=M_{12}-2{\bar {y}}M_{11}-{\bar {x}}M_{02}+2{\bar {y}}^{2}M_{10}}
{\displaystyle \mu _{30}=M_{30}-3{\bar {x}}M_{20}+2{\bar {x}}^{2}M_{10}}
{\displaystyle \mu _{03}=M_{03}-3{\bar {y}}M_{02}+2{\bar {y}}^{2}M_{01}}
É possível mostrar que:
{\displaystyle \mu _{pq}=\sum _{m}^{p}\sum _{n}^{q}{p \choose m}{q \choose n}(-{\bar {x}})^{(p-m)}(-{\bar {y}})^{(q-n)}M_{mn}}
Os Momentos Centrais são invariantes apenas em translação.

## Aplicações em Análise de Imagens Digitais
Os momentos de {\displaystyle p+q=2} podem ser usados para mostrar a orientação espacial da imagem analisada:
{\displaystyle \mu _{20}'={\frac {\mu _{20}}{\mu _{00}}}={\frac {M_{20}}{M_{00}}}-{\bar {x}}^{2}}
{\displaystyle \mu _{02}'={\frac {\mu _{02}}{\mu _{00}}}={\frac {M_{02}}{M_{00}}}-{\bar {y}}^{2}}
{\displaystyle \mu _{11}'={\frac {\mu _{11}}{\mu _{00}}}={\frac {M_{11}}{M_{00}}}-{\bar {x}}{\bar {y}}}
A matriz de covariância da imagem {\displaystyle I(x,y)}:
{\displaystyle \operatorname {cov} [I(x,y)]={\begin{bmatrix}\mu '_{20}&\mu '_{11}\\\mu '_{11}&\mu '_{02}\end{bmatrix}}}.
Os autovalores da matriz anterior correspondem ao maior e menor eixo da intensidade da imagem.
A orientação {\displaystyle \Theta } pode ser obtida do ângulo do autovetor associado ao maior autovalor:
{\displaystyle \Theta ={\frac {1}{2}}\arctan \left({\frac {2\mu '_{11}}{\mu '_{20}-\mu '_{02}}}\right)}
Desde que: {\displaystyle \mu '_{20}-\mu '_{02}\neq 0}
O autovalor da matriz de covariância é:
{\displaystyle \lambda _{i}={\frac {\mu '_{20}+\mu '_{02}}{2}}\pm {\frac {\sqrt {4{\mu '}_{11}^{2}+({\mu '}_{20}-{\mu '}_{02})^{2}}}{2}},}
A relação entre os autovalores indica a ecentricidade da imagem:
{\displaystyle \epsilon ={\sqrt {1-{\frac {\lambda _{2}}{\lambda _{1}}}}}}

## Momentos Invariantes em Escala
O momentos {\displaystyle \eta _{pq}} em que {\displaystyle p+q\leq 2} podem ser escritos para ser invariantes em escala e também em translação pela divisão pelo momento {\displaystyle \mu _{00}}
{\displaystyle \eta _{pq}={\frac {\mu _{pq}}{\mu _{00}^{\left({\frac {p+q}{2}}+1\right)}}}\,\!} (caso 2D)
{\displaystyle \eta _{pqr}={\frac {\mu _{pqr}}{\mu _{000}^{\left({\frac {p+q+r}{3}}+1\right)}}}\,\!} (caso 3D)

## Momentos Invariantes de Hu
Ming-Kuei Hu, num trabalho publicado em 1962 organizou um conjunto de equações em que os momentos são invariantes em relação à escala, rotação e também translação. As equações a seguir são também conhecidas como equações de Hu ou também Momentos Invariantes:
{\displaystyle I_{1}=\eta _{20}+\eta _{02}}
{\displaystyle I_{2}=(\eta _{20}-\eta _{02})^{2}+4\eta _{11}^{2}}
{\displaystyle I_{3}=(\eta _{30}-3\eta _{12})^{2}+(3\eta _{21}-\eta _{03})^{2}}
{\displaystyle I_{4}=(\eta _{30}+\eta _{12})^{2}+(\eta _{21}+\eta _{03})^{2}}
{\displaystyle I_{5}=(\eta _{30}-3\eta _{12})(\eta _{30}+\eta _{12})[(\eta _{30}+\eta _{12})^{2}-3(\eta _{21}+\eta _{03})^{2}]+(3\eta _{21}-\eta _{03})(\eta _{21}+\eta _{03})[3(\eta _{30}+\eta _{12})^{2}-(\eta _{21}+\eta _{03})^{2}]}
{\displaystyle I_{6}=(\eta _{20}-\eta _{02})[(\eta _{30}+\eta _{12})^{2}-(\eta _{21}+\eta _{03})^{2}]+4\eta _{11}(\eta _{30}+\eta _{12})(\eta _{21}+\eta _{03})}
{\displaystyle I_{7}=(3\eta _{21}-\eta _{03})(\eta _{30}+\eta _{12})[(\eta _{30}+\eta _{12})^{2}-3(\eta _{21}+\eta _{03})^{2}]-(\eta _{30}-3\eta _{12})(\eta _{21}+\eta _{03})[3(\eta _{30}+\eta _{12})^{2}-(\eta _{21}+\eta _{03})^{2}]}
O momento {\displaystyle I_{1}} é o centroide. Já {\displaystyle I_{7}} permite fazer a distinção entre imagens espelhadas semelhantes na forma.

## Resumo
O leitor pode observar que existe uma sequência para chegar nas 8 (oito) equações acima:
{\displaystyle M_{pq}\longrightarrow ({\bar {x}},{\bar {y}})\longrightarrow \mu _{pq}\longrightarrow [\mu _{20}',\mu _{02}',\mu _{11}']\longrightarrow (cov[I(x,y)],\Theta ,\lambda _{i},\epsilon )\longrightarrow \eta _{ij}\longrightarrow (I_{1},...,I_{8})}

## Exemplo Prático
Para melhor entendimento dos 7 (sete) momentos de Hu, que são invariantes em escala, rotação e translação, a tabela a seguir mostra a referida invariancia em relação à figura com três estrelas, sendo a estrela da esquerda considerada como figura original, a do meio com sua escala diminuída e a da direita rotacionada em relação à primeira:

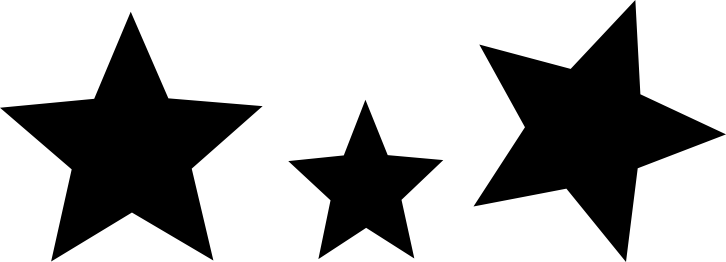
Três estrelas para o cálculo de momentos invariantes.

A tabela a seguir mostra a aplicação dos momentos invariantes nas três estrelas citadas (cálculo da área de cada estrela):
| Momento                       | Imagem Original                        | Imagem Reduzida                       | Imagem rotacionada                    |
| ----------------------------- | -------------------------------------- | ------------------------------------- | ------------------------------------- |
| {\displaystyle M_{00}} (área) | {\displaystyle 1,0231365\times 10^{7}} | {\displaystyle 3,835455\times 10^{6}} | {\displaystyle 1,033515\times 10^{7}} |

Os 7 (sete) momentos de Hu podem ser calculados e colocados numa tabela e terão valores muito aproximados. Sendo assim, os momentos de Hu servem para identificar um objeto, mesmo que tenha sofrido mudança de tamanho ou seja rotacionado.